# Newsteadia kanayana
Newsteadia kanayana är en insektsart som beskrevs av Kawai och Sadao Takagi 1971. Newsteadia kanayana ingår i släktet Newsteadia och familjen vaxsköldlöss. Inga underarter finns listade i Catalogue of Life.